# Helmuth Pommer
Helmuth Pommer (* 3. Mai 1883 in Wien; † 12. Februar 1967 in Bregenz) war ein evangelischer Theologe, Pfarrer und Volksliedsammler.
Helmuth Pommer war Sohn des Volksliedforschers und deutschnationalen Politikers Josef Pommer. Nach seinem Studium der evangelischen Theologie an der Universität Wien und der Martin-Luther-Universität Halle-Wittenberg wurde er zunächst Vikar der Los-von-Rom-Bewegung in der Südsteiermark und anschließend in Morchenstern in Böhmen. 1912 wurde Pommer Pfarrer von Krems an der Donau, von 1914 bis 1917 nahm er als Feldkurat am Ersten Weltkrieg teil, anschließend wurde er zum Pfarrer der Kreuzkirche von Bregenz gewählt. Ab 1952 war er außerdem Mitglied des Evangelischen Oberkirchenrates H.B. und stellvertretender Landessuperintendent für Vorarlberg. 1961 trat er in den Ruhestand.
Wie sein Vater war Pommer auf dem Gebiet der Volksliedforschung tätig und leitete als Chordirigent den Singkreis Bregenz. Während seiner Amtszeit in Morchenstern beauftragte er 1909 Otto Bartning mit dem Umbau der dortigen (1980 abgebrochenen) evangelischen Kirche und dem Bau der Bergkirche Schenkenhan, sowie 1912 als Pfarrer von Krems nach deren Vorbild die dortige Heilandskirche und schließlich 1931 die Heilandskirche Dornbirn.

## Veröffentlichungen (Auswahl)
- 20 Weihnachtslieder aus dem Volke. Johann Thomas Stettners Verlagsbuchhandlung, Lindau 1924.
- Des Volkes Seele in seinem Lied – Eine Einfühlung. Bärenreiter Verlag, Augsburg 1926.
- Volkslieder und Jodler aus Vorarlberg aus der Volksüberlieferung. Österreichischer Bundesverlag für Unterricht, Wissenschaft und Kunst, Wien 1926.
- Lieder des deutschen Alpenvolkes. Verlag Wilhelm Zimmermann, Leipzig 1927.
- Aus des Volkes Seele. Lieder der Singgemeinschaften am deutschen Volkslied 1926 bis 1950. Verlag der Singgemeinschaften am deutschen Volkslied, Bregenz 1951.